# Football League Trophy 2015/16

Logo der Football League Trophy
(Johnstone's Paint Trophy)

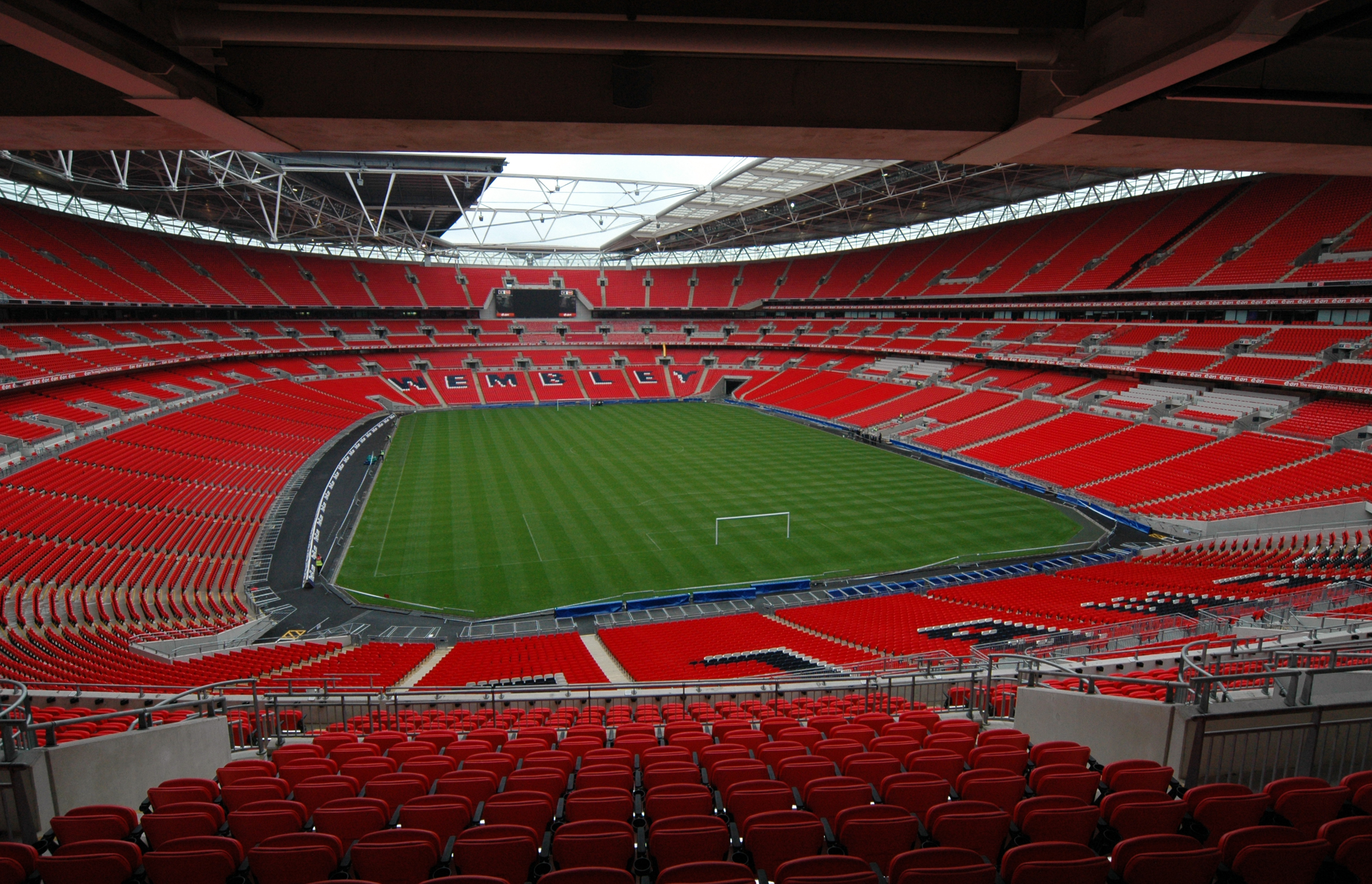
Das Wembley-Stadion in London, Austragungsort des Pokalfinales

Die Football League Trophy 2015/16, auch bekannt unter dem Namen des Hauptsponsors Johnstone's Paint Trophy, war die 31. Austragung dieses Pokalwettbewerbs für die Mannschaften der Football League One und Football League Two, der dritten und vierten Liga im englischen Fußball.
48 Vereine nahmen an den Spielen um die Football League Trophy 2015/16 teil, welche am 1. September 2015 begannen und am 3. April 2016 mit dem Finale im Wembley-Stadion in London endeten.

## Modus
Die Football League Trophy wird in Runden ausgespielt. Es nehmen nur Mannschaften der Football League One und Football League Two teil sowie ausgewählte eingeladene Vereine der Conference National. Sie spielen im K.-o.-System in einfachen Spielen in einer nördlichen und südlichen Region (Northern und Southern Section) ihren Gewinner aus. Die beiden Regionengewinner treten dann im Wembley-Stadion gegeneinander an, um den Pokalsieger zu ermitteln.

## Erste Runde
Die Auslosung der ersten Runde fand am 8. August 2015 statt. Sechzehn Vereine erhielten aufgrund der ungünstigen Anzahl der teilnehmenden Vereine ein Freilos für die zweite Runde. Die Spiele wurden am 1. September 2015 ausgetragen.
Northern Section
|                    | Ergebnis        |                  |
| ------------------ | --------------- | ---------------- |
| Accrington Stanley | 1:2             | FC Bury          |
| Doncaster Rovers   | 0:0 (5:3 i. E.) | Burton Albion    |
| Hartlepool United  | 1:1 (3:4 i. E.) | Sheffield United |
| FC Morecambe       | 2:0             | FC Walsall       |
| Notts County       | 3:1             | Mansfield Town   |
| Port Vale          | 1:0             | Carlisle United  |
| Scunthorpe United  | 1:2             | FC Barnsley      |
| Shrewsbury Town    | 2:0             | Oldham Athletic  |

Freilose: FC Blackpool, Bradford City, FC Chesterfield, Crewe Alexandra, Fleetwood Town, AFC Rochdale, Wigan Athletic, York City
Southern Section
|                    | Ergebnis        |                      |
| ------------------ | --------------- | -------------------- |
| Cambridge United   | 0:2             | Dagenham & Redbridge |
| Exeter City        | 2:0             | FC Portsmouth        |
| Luton Town         | 2:1             | Leyton Orient        |
| FC Millwall        | 1:0             | Peterborough United  |
| AFC Newport County | 1:1 (6:7 i. E.) | Swindon Town         |
| Northampton Town   | 3:2             | Colchester United    |
| AFC Wimbledon      | 2:3             | Plymouth Argyle      |
| Yeovil Town        | 1:0             | FC Barnet            |

Freilose: Bristol Rovers, Coventry City, Crawley Town, FC Gillingham, Oxford United, Southend United, FC Stevenage, Wycombe Wanderers

## Zweite Runde
Die Auslosung der zweiten Runde fand am 5. September 2015 statt. Die Spiele wurden am 6. und 7. Oktober 2015, sowie am 13. Oktober 2015 ausgetragen.
Northern Section
|                  | Ergebnis |                  |
| ---------------- | -------- | ---------------- |
| Bradford City    | 1:2      | FC Barnsley      |
| FC Bury          | 0:1      | FC Morecambe     |
| Crewe Alexandra  | 2:3      | Wigan Athletic   |
| Fleetwood Town   | 2:1      | Shrewsbury Town  |
| Port Vale        | 1:2      | FC Blackpool     |
| AFC Rochdale     | 2:1      | FC Chesterfield  |
| Sheffield United | 5:1      | Notts County     |
| York City        | 2:0      | Doncaster Rovers |

Southern Section
|                 | Ergebnis        |                      |
| --------------- | --------------- | -------------------- |
| Bristol Rovers  | 2:0             | Wycombe Wanderers    |
| Crawley Town    | 0:3             | Southend United      |
| FC Gillingham   | 2:1             | Luton Town           |
| FC Millwall     | 2:0             | Northampton Town     |
| Oxford United   | 2:0             | Swindon Town         |
| Plymouth Argyle | 2:0             | Exeter City          |
| FC Stevenage    | 0:2             | Dagenham & Redbridge |
| Yeovil Town     | 0:0 (4:3 i. E.) | Coventry City        |

## Viertelfinale
Die Auslosung der Viertelfinalspiele fand am 10. Oktober 2015 statt. Die Spiele wurden am 10. und 11. November 2015 ausgetragen.
Northern Section
|                | Ergebnis        |                  |
| -------------- | --------------- | ---------------- |
| FC Barnsley    | 2:1             | York City        |
| Fleetwood Town | 0:0 (4:1 i. E.) | Sheffield United |
| AFC Rochdale   | 0:1             | FC Morecambe     |
| Wigan Athletic | 4:0             | FC Blackpool     |

Southern Section
|                      | Ergebnis        |                |
| -------------------- | --------------- | -------------- |
| FC Gillingham        | 1:1 (4:5 i. E.) | Yeovil Town    |
| Plymouth Argyle      | 3:5             | FC Millwall    |
| Dagenham & Redbridge | 0:2             | Oxford United  |
| Southend United      | 1:0             | Bristol Rovers |

## Halbfinale
Die Auslosung der Halbfinalspiele fand am 14. November 2015 statt. Die Spiele wurden am 5. und 8. Dezember 2015 ausgetragen.
Northern Section
|                | Ergebnis        |              |
| -------------- | --------------- | ------------ |
| Wigan Athletic | 2:2 (2:4 i. E.) | FC Barnsley  |
| Fleetwood Town | 2:0             | FC Morecambe |

Southern Section
|                 | Ergebnis |             |
| --------------- | -------- | ----------- |
| Oxford United   | 3:2      | Yeovil Town |
| Southend United | 0:2      | FC Millwall |

## Regionen Finale
Die Finalspiele der Northern und Southern Section dienten gleichzeitig als Halbfinale für den gesamten Wettbewerb.
Sie wurden in einem Hin- und Rückspiel entschieden. Die Spiele wurden am 9. und 14. Januar und am 2. und 4. Februar 2016 ausgetragen.
Northern Section
|             | Gesamt          |                | Hinspiel | Rückspiel |
| ----------- | --------------- | -------------- | -------- | --------- |
| FC Barnsley | 2:2 (4:2 i. E.) | Fleetwood Town | 1:1      | 1:1       |

Southern Section
|             | Gesamt |               | Hinspiel | Rückspiel |
| ----------- | ------ | ------------- | -------- | --------- |
| FC Millwall | 1:2    | Oxford United | 0:2      | 1:0       |

## Finale
| FC Barnsley                                                | FC Barnsley | Oxford United | Oxford United |
| ---------------------------------------------------------- | --- | --- | ------------- |
| FC Barnsley                                                | \| 3. April 2016 um 14:30 Uhr GMT in London (Wembley-Stadion) \| \| Ergebnis: 3:2 (0:1) \| \| Zuschauer: 59.230 \| \| Schiedsrichter: Andy Woolmer (Northamptonshire) \| \| Spielbericht \|                                                             | \| 3. April 2016 um 14:30 Uhr GMT in London (Wembley-Stadion) \| \| Ergebnis: 3:2 (0:1) \| \| Zuschauer: 59.230 \| \| Schiedsrichter: Andy Woolmer (Northamptonshire) \| \| Spielbericht \|                                                                         | Oxford United |
| FC Barnsley                                                | Adam Davies – George Williams, Marc Roberts, Alfie Mawson, Aidy White – Lloyd Isgrove (77. Josh Scowen), Josh Brownhill, Conor Hourihane , Adam Hammill – Ashley Fletcher (90.+3' Harry Chapman), Sam Winnall (66. Ivan Toney) Cheftrainer: Lee Johnson | Benjamin Büchel – Jonjoe Kenny, Johnny Mullins , Cheyenne Dunkley, Jordan Evans – Alex MacDonald (65. Chris Maguire), Josh Ruffels, Liam Sercombe, Callum O’Dowda (85. George Waring), Kemar Roofe – Danny Hylton (80. Jordan Bowery) Cheftrainer: Michael Appleton | Oxford United |
| FC Barnsley                                                | 1:1 Cheyenne Dunkley (52., Eigentor) 2:1 Ashley Fletcher (68.) 3:1 Adam Hammill (74.) | 0:1 Callum O’Dowda (29.) 3:2 Danny Hylton (76.) | Oxford United |
| FC Barnsley                                                | Ivan Toney (90.+6') | Chris Maguire (81.), Josh Ruffels (84.) | Oxford United |
| 3. April 2016 um 14:30 Uhr GMT in London (Wembley-Stadion) | | |               |
| Ergebnis: 3:2 (0:1)                                        | | |               |
| Zuschauer: 59.230                                          | | |               |
| Schiedsrichter: Andy Woolmer (Northamptonshire)            | | |               |
| Spielbericht                                               | | |               |